# Kira Nerys
Kira Nerys, är en fiktiv rollfigur i Star Treks universum och porträtteras av Nana Visitor i TV-serien Star Trek: Deep Space Nine.

## Biografi
Kira föddes under den pågående Cardassiska belägringen och levde sina första 26 år under de Cardassiska förtrycket. Vid tolv års ålder gick hon med i Shakaar som var en bajoransk motsdåndrörelse som kämpade emot det cardassiska förtrycket. Efter att de Cardassiska trupperna dragit sig tillbaka tjänade hon som bajoransk sambandsofficer och förste officer ombord på Deep Space Nine. Hennes envishet och bakgrund som frihetskämpe gör sig ofta påmind även under sin tjänstgöring på Deep Space 9
Kiras familj tillhörde Ih’valla D’jarra, vilket under den gamla tiden innan ockupationen skulle ha inneburit att hon skulle ha tagit ett konstnärligt yrke.